# Anthoscopus musculus
El pájaro moscón gris (Anthoscopus musculus) es una especie de ave paseriforme de la familia Remizidae que vive en África oriental. Con sus 8 cm de largo es una de las dos aves africanas de menor longitud, junto al pájaro moscón estriado.

## Distribución y hábitat
El pájaro moscón gris vive en el Cuerno de África y sus proximidades distribuido por Etiopía, Kenia, Somalia, Sudán del Sur, Uganda y el norte de Tanzania, en una superficie total de unos 550.000 km².
Su hábitat natural son las sabanas y las zonas de matorral secas.